# Slutstranden (noveller)
Slutstranden (originaltitel The Terminal Beach er en samling science fiction-noveller af den engelske forfatter J. G. Ballard fra 1964.

## Indhold
- "Slutstranden" (originaltitel "The Terminal Beach") – En mand, der ikke kan forlige sig med sin kones og søns alt for tidlige død, flygter til en ø, der engang blev brugt som forsøgsområde for atomvåbensprængninger. Læseren følger hans mentale og fysiske forfald mellem de ødelagte bygninger.
- "Et spørgsmål om genindtræden" (originaltitel "A Question of Re-entry") – Denne novelle har paralleller til Joseph Conrads Mørkets hjerte (originaltitel Heart of Darkness). Hovedpersonen rejser op ad Amazonfloden igennem urskoven for at træffe en europæer, der er blevet som de indfødte. Novellen handler om sammenstødet mellem en civilisation, der baserer sig på viden, og en, der baserer sig på de indfødtes tro.
- "Den druknede kæmpe" (originaltitel "The Drowned Giant") – Et kæmpestort menneskeagtigt væsen skyller op på stranden. Den nysgerrighed, der er til at begynde med, bliver hurtigt afløst af banalitet, og snart er liget forsvundet. Og bagefter benægter man endda, at det var menneskeagtigt.
- "Slutspil" (originaltitel "End-Game") – Et psykologisk spil mellem en mand, der skal henrettes og bor sammen med sin bøddel under behagelige forhold, og som ikke ved, hvornår han skal henrettes. For at få tiden til at gå, spiller de skak, samtidig med at den dødsdømte forsøger at vinde et overtalelsesspil.
- "Den illuminerede mand" (originaltitel "The Illuminated Man") – En forløber for romanen Krystalverdenen (originaltitel The Crystal World).
- "Krybdyr-indelukket" (originaltitel "The Reptile Enclosure").
- "Deltaet ved solnedgang" (originaltitel "The Delta at Sunset").
- "Det sidste dyb" (originaltitel "Deep End").
- "Vulkandanserne" (originaltitel "The Volcano Dancers").
- "Totusindårsrige" (originaltitel "Billennium").
- "Middagstusmørkets Giaconda" (originaltitel "The Giaconda of the Twilight Noon").
- "Den forsvundne Leonardo" (originaltitel "The Lost Leonardo").

Denne artikel er en oversættelse af artiklen The Terminal Beach på den engelske Wikipedia. Oversættelsen tager i sin sprogbrug desuden udgangspunkt i den danske udgave af Slutstranden, oversat af Arne Herløv Petersen, udkommet på Stig Vendelkærs Forlag 1973.